# Grijó (Macedo de Cavaleiros)
Grijó es una freguesia portuguesa del municipio de Macedo de Cavaleiros, en el distrito de Braganza, con 8,17 km² de superficie y 371 habitantes (2011). Su densidad de población es de 45,4 hab/km².
Grijó perteneció al municipio de Cortiços, hasta su extinción en 1853, pasando entonces al de Macedo de Cavaleiros, creado entonces.
En el patrimonio histórico-artístico de la freguesia destaca su iglesia matriz (parroquia), cuyo interior contiene pinturas manieristas de la segunda mitad del siglo XVI o principios del siglo XVI. Cabe mencionar también la capilla del Señor del Calvario, por su propio interés y por el paisaje que desde ella se contempla.